# Friedrich Vogel (Verleger)
Friedrich Vogel (* 23. Februar 1902 in Düsseldorf; † 2. März 1976 ebenda) war ein deutscher Verleger und Wirtschaftsjournalist.

## Leben
Vogel wurde als Sohn eines Reichsbahnassistenten geboren; sein Vater kam während des Deutschen Oktobers (1923) um. Als Vogels Ziehvater galt der Düsseldorfer Notar Friedrich Maase. Nach dem Abitur 1920 an der Hindenburg-Schule in Düsseldorf studierte er Rechtswissenschaften und Nationalökonomie an der Universität Greifswald, der Universität zu Köln und der Ludwig-Maximilians-Universität München. 1924 wurde er in München zum Dr. oec. publ. promoviert.
Er war Werkstudent beim Arbeitgeberverband für die Nordwestliche Gruppe des Vereins Deutscher Eisen- und Stahlindustrieller. Danach war er Assistent von Josef Wilden, Präsident der Industrie- und Handelskammer Düsseldorf. Von 1926 bis 1944 wirkte er als Volontär und später als Wirtschaftsredakteur bei der Regionalzeitung Düsseldorfer Nachrichten des Verlages Wilhelm Girardet. Im Herbst 1944 wurde er als Dolmetscher zur Wehrmacht eingezogen. Er diente in Münster und Berlin.
Nach dem Zweiten Weltkrieg war er im Wiederaufbau der deutschen Presselandschaft aktiv. So begründete er den Rheinisch-Westfälischen Journalistenverband neu und wurde zu dessen Vorsitzenden gewählt. Ab 1947 war er Vorstandsmitglied des Rheinisch-Westfälischen Zeitungsverleger-Vereins. Er war zudem stellvertretender Vorsitzender des Presserates für die Britische Besatzungszone (Zonenpresserat). Von 1959 bis 1965 war er Vorsitzender des Ausschusses für Anzeigen beim Zentralverband der Deutschen Werbewirtschaft (ZAW), dessen Mitglied er seit 1955 war. Ab 1958 war er außerdem Mitglied des Ausschusses für internationale Werbefragen, dem er ab 1966 vorstand. Er wurde ferner Beiratsmitglied der Deutsch-Englischen Gesellschaft und Präsidiumsmitglied des Deutsch-Französischen Kreises in Düsseldorf. Auch nahm er Einfluss auf die Gründung der Union der Europäischen Wirtschafts- und Finanzpresse im Jahre 1962; Vogel befürwortete die europäische Integration.
1946 gründete er gemeinsam mit dem Journalisten Herbert Gross die liberal ausgerichtete Wirtschaftszeitung Handelsblatt, deren Leiter und Mitherausgeber er später wurde. Gross erhielt zunächst die Lizenz, verzichtete aber noch im selben Jahr auf diese. Die erste Auflage der Zeitung erschien am 16. Mai 1946. Ideell stand Vogel Ludwig Erhard und dessen Sozialer Marktwirtschaft nahe und verfolgte in seinem Blatt einen Ausgleich zwischen Arbeitgeber- und Arbeitnehmerinteressen. Auf der Suche nach einem Nachfolger in den 1960er Jahren stieg 1968 der ihm bekannte Verleger Georg von Holtzbrinck mit seiner Verlagsgruppe bei der Handelsblatt GmbH ein. Er formulierte mit von Holtzbrinck Grundsätze für die Unabhängigkeit der Zeitung („Jede Abhängigkeit von Interessen, gleich welcher Art, wird abgelehnt“). 1971 zog er sich aus den aktiven Geschäften zurück und verkaufte seine Anteile.
Er war seit 1939 verheiratet und hatte keine Kinder.

## Auszeichnungen
- 1967: Großes Bundesverdienstkreuz

## Friedrich und Isabel Vogel-Stiftung
Nach dem Tod der Eheleute Vogel und den testamentarischen Verfügungen wurde 1984 durch die Gesellschaft für publizistische Bildungsarbeit die Friedrich und Isabel Vogel-Stiftung in Hagen mit einem Stiftungsvermögen von 1,3 Millionen D-Mark gegründet, die seit 1985 jährlich die Friedrich Vogel-Preise für Wirtschaftsjournalismus (Hauptpreise dotiert mit jeweils 3000 Euro) vergibt. Langjähriger Vorsitzender der Stiftung war der heutige Ehrenvorsitzende des Vorstands, Michael Laumanns, Verleger der Lippstädter Tageszeitung Der Patriot.

## Sonstiges
Während der Zeit des Obristenregimes überreichte Vogel 1969 dem griechischen Ministerpräsidenten Georgios Papadopoulos die Medaille der „Union der Europäischen Wirtschafts- und Finanzpresse“.